# واين غلاسكو
واين غلاسكو (بالإنجليزية: Wayne Glasgow)‏ مواليد 17 يناير 1926 في داكوما - الوفاة 31 ديسمبر 2000، كان لاعب كرة سلة أمريكي. بلغ طوله 6 قدم 3 بوصة (1.9 م).

## الميداليات
| الميدالية | المسابقة                       |
| --------- | ------------------------------ |
| ذهبية     | الألعاب الأولمبية الصيفية 1952 |

## روابط خارجية
- واين غلاسكو على موقع الاتحاد الدولي لكرة السلة (الإنجليزية)
- واين غلاسكو على موقع سبورتس رفرنس (الإنجليزية)
- واين غلاسكو على موقع كلية كرة السلة في سبورتس رفرنس.كوم (الإنجليزية)
- واين غلاسكو على موقع ريلجم (الإنجليزية)
- واين غلاسكو على موقع سبورتس رفرنس (الإنجليزية)
- واين غلاسكو على موقع أوليمبيديا (الإنجليزية)